# 六格骨牌
六格骨牌（Hexomino），又稱六連塊，是一種多格骨牌，每塊以六個全等的正方形連成，反射或旋轉視作同一種共有三十五種。

所有的六格骨牌

## 六格骨牌列表
見英文維基Hexomino#List of hexominoes，因技術原因，其在中文維基無法在某些裝置上正常顯示。

## 平面填充
所有35種六格骨牌都滿足康威準則，因此都可以只用同一種六格骨牌，來填滿整個平面。
雖然全部的六格骨牌一共有210格，但是並沒有辦法把它們拼成長方形（不像五格骨牌，可以把全部十二種五格骨牌拼成3×20，4×15，5×12或6×10的長方形），原因類似肢解西洋棋盤問題不可能的原因，因為如果把長方形跟所有的六格骨牌都依照西洋棋盤的方式來著色，則任何一個面積為210平方單位的長方形都會被塗成105個黑格子與105個白格子，但是所有的六格骨牌當中，除了編號3, 7, 12, 14, 16, 18, 23, 25, 27, 32, 34這十一種六格骨牌會被塗成4個黑格子與2個白格子（也可以塗成2個黑格子與4個白格子），而其餘的二十四中六個骨牌則都會被塗成3個黑格子與3個白格子，所以，這三十五個六格骨牌所佔的黑格子跟白格子的總數一定都是偶數（11×偶數+24×奇數=偶數），但是105是奇數，所以不可能辦到。
但是，如果是在15×15的正方形中間挖去一個3×5的長方形，則剩餘的部分可以用全部的六格骨牌填滿。

## 正方體的展開圖
這三十五種六格骨牌當中，只有十一種（編號12, 13, 14, 15, 16, 17, 24, 28, 31, 34, 35）可以摺成正方體。
1. ↑  Rhoads, Glenn C. . PhD dissertation, Rutgers University. 2003.